# Демократија
| Пуна демократија 9,01 - 10 8,01 - 9 | Демократија са недостацима 7,01 - 8 6,01 - 7 | Хибридни режими 5,01 - 6 4,01 - 5 | Ауторитарни режими 3,01 - 4 2,01 - 3 0 - 2 | Нема података |

Демократија је политичка оријентација која фаворизује владу народа, односно изабраних представника народа. Демократија је политички систем базиран на могућности да народ (грађани) може да бира своје представнике. Ово — право на бирање представника — основни је и суштински концепт демократије. Демократија се у Европи развила најпре у грчким градовима-државама као директна и непосредна демократија. Модерна демократија израсла је најпре из калвинистичких убеђења 17. века, посебно у Шкотској, Енглеској и Холандији, где се општина појавила као носилац религиозног и политичког живота.

## Порекло појма и његове недоречености
Етимолошки, демократија је изведена од грчких речи demos (народ) и kratein (владати).
Недоречености у схватању и тумачењу демократије настају због разлике између саме идеје и облика који демократија поприма када се институционализује, односно реално примени као концепт друштвеног уређења. Проблеми схватања демократије леже и у различитим нивоима на који индивидуе, појединци схватају, доживљавају своја индивидуална права односно да ли су, и на који начин, упознати са својим правима.

## Облици и предуслови демократије као концепта друштвеног уређења
Постоје две врсте демократија:
- директна (непосредна) демократија и
- репрезентативна (представничка) демократија.

У директној демократији сви грађани учествују у процесу доношења одлуке, чиме се спречава стварање моћи у рукама изабраних представника. Ипак, највећи број данашњих демократија су представничке. Савремена директна демократија је изражена кроз три основна облика: иницијативу, референдум и опозив.
У представничкој демократији грађани на изборима бирају своје представнике у парламенту и дају им ауторитет да доносе одлуке у њихово име. Иако је непосредна или директна демократија маргинализована у корист представничке (репрезентативне), поједине области у свету успевају да задрже овај облик учешћа грађана у политичком животу. Такав је случај са Швајцарском која је, захваљујући кантоналном уређењу, успешно интегрисала непосредност учешћа грађана у доношењу претежног дела политичких одлука. Облике непосредне демократије срећемо као предвиђене и у већини савремених устава. Најчешће су то народна иницијатива и референдум.
Да би се неки систем могао звати демократским, у некој држави, сваки грађанин мора имати иста права и слободе (све док туђа права и слободе не прекрши). Права и слободе политичка наука разврстава у 4 генерације: грађанска, политичка, економска и социјална те права везана за животну средину. Она подразумевају слободу вероисповест и, националног и етничког опредељења, употребе језика, слободу медија и штампе, слободу грађана да се окупљају и размењују мишљења ... Сваки грађанин (пунољетни) мора имати право на глас да бира свога представника у парламенту или влади. Он то ради на изборима који морају бити редовни (најчешће сваких четири или шест година), непосредни, тајни (могућност да гласа у тајности) општи (право учешћа свих пунолетних грађана), и једнаки (један грађанин један глас). Такође, такво друштво мора подржавати сваки облик плурализма. То значи да држава мора имати више политичких странака (политичке странке) и интересних група (групе за притисак) и да грађани слободно могу приступати њима или основати своје.

## Значење и дефиниција у пракси
С временом се значење демократије променило, а савремена се дефиниција јако мењала од 18. века, откад су се уводили разни „демократски“ системи у многим државама.
Француски филозоф Монтескје (1689-1755) је веома утицао на промовирање и утемељење идеја о демократској власти у периоду Француске буржоаске револуције и стварања САД. Монтескје је веровао да је најбољи начин да се осигура да власт служи општој добробити ако се учине следећи кораци:
- Разделити власт на различите огранке и делове, тако да ниједан огранак нема сву власт.
- Избалансирати ауторитет између ових огранака тако да ни један не може да контролише остале огранке.
- Омогућити сваком огранку да проверава начине на које се други огранци користе влашћу.

Монтескје је, као и многи други, веровао да, уколико је власт подељена, избалансирана и проверавана, ниједан од огранака не може контролисати целу власт. У том случају ниједан огранак не може користити власт за своје личне и себичне интересе. Резултат такве ситуације би био да власт делује у циљу унапређивања заједничке добробити. Заједничка добробит значи да је нешто за добро заједнице као целине.

### Политичка једнакост
У принципу демократија се оличава системом једна особа једнако један глас. Тај принцип је генерално сматран као фундаменталан за демократију. Ипак иако је у теорији овај систем признат и прихваћен, у стварности ситуација је другачија и ретко се примењује јер његова употреба за једне је веома неефикасна, на пример технички и економски је изводиво да се читава популација једне земље консултује (рецимо референдумом) око градње базена у једном граду те земље, али су мале шансе да то буде за опће добро популације. Исто тако овај систем представља опасност за мање етничке или националне групе.
Једнакост се може такође мерити важношћу коју објекат политичке одлуке реално има за гласаче. Да би се решили проблеми а задржао се систем „једна особа једнако један глас“ уобичајено кориштено решење је његова импликација на географски подељеним деловима. Теоретски гледано постоји још једна лоша страна система „једна особа једнако један глас“, а то је да се долази до коначне одлуке која за собом повлачи констатацију да они који су били против су у ствари део система „једна особа једнако нула гласова“, јер је на пример њихов предлог одбачен а усвојен други.

### Избори као обред
Избори сами по себи нису довољан услов за постојање демократије.
Изборе су често злоупотребљавали ауторитативни режими или диктатуре да оставе лажан утисак демократије. За то постоји више метода:
- ограничење профила кандидата
- ограничење стварне власти коју смеју да имају изабрани заступници или политике коју смеју да воде док су на власти
- гласање које заправо није слободно ни поштено (нпр. кроз застрашивање оних који желе да гласају за одређене кандидате)
- или, најдиректније, кривотворење резултата избора

Неки историјски примери из света су СССР под комунистичком партијом пре његовог распада 1991, Ирак под Садамом Хусеином и Филипини под Маркосом.

### Либерална демократија
Како се обично користи, реч демократија често значи исто што и либерална демократија. Док је сама демократија систем владавине који дефинишу и легитимишу избори, либерална демократија може укључивати уставни либерализам, где се одређена културно субјективна права појединаца штите од пуког гласа већине; с друге стране, у нелибералним демократијама таква ограничења не постоје. Ово су неке особине многих либералних демократија:
- Устав који ограничава моћ владе и штити многа грађанска права
- Опште право гласа, које свим грађанима јамчи право гласа без обзира на расу, пол или имовинско стање
- Слобода говора
- Слобода штампе и приступ недржавним изворима информација
- Слобода окупљања
- Једнакост пред законом и право на суђење према закону
- Образовање које грађане упућује на њихова права и грађанске обавезе
- Широко и дубоко утемељено грађанско друштво
- Независно судство
- Систем међусобног надзора међу гранама власти

Ова дефиниција обично има неке ограде. Одлуке које се доносе путем избора не доносе сви грађани него само они који су гласали. Осим тога, право гласа обично немају сви грађани. Већина демократских земаља даје право гласа онима који су старији од одређеног узраста, обично изнад 18. године. Неке земље имају и друге категорије људи који не смеју гласати (нпр. затвореници или бивши затвореници).
Понекад је систем власти либерална демократија, али формално се зове другачије: на пример, Канада је краљевство, али заправо земљом влада демократски изабран парламент.
Неки укратко дефинишу демократију као "владавина већине уз права мањине."

### Социјалистичка демократија
Анархизам и комунизам (као последњи ступањ друштвеног развитка према теорији марксизма) јесу политичка учења која теоретски користе једну врсту директне демократије, а држава постоји само као народ.
Међутим, све државе у којима је владала комунистичка партија постале су диктатуре и остале такве докле год је партија остала на власти. Неки социјалистички теоретичари, као што је Тони Клиф, тврде да се то догодило зато што земље у којима је комунистичка партија дошла на власт нису имале довољно висок ниво производних снага да издрже социјализам.

## Култура демократије
У земљама које немају јаку традицију демократске владавине већине, увођење слободних избора ретко је довољно да се оствари прелаз с диктатуре у демократију, све док се не оствари и шира промена политичке културе и поступна изградња установа демократске власти. Има разних примера, као што су Француска у доба револуције или данашња Уганда и Ирак, где земље могу одржати демократију само у ограниченом облику док се не догоде шире културне промене које омогућују стварну владавину већине.
Један од кључних видова културе демократије јесте сарадња опозиције. Тај је културни прелаз посебно тешко остварити у земљама где је уобичајено да се власт мења насилним путем. У бити, сарадња опозиције значи да се у демократији различите стране залажу за исте основне демократске вредности. Иако се политички супарници не слажу, требају прихваћати један другога и бити свесни легитимне и важне улоге коју играју противници. Темељна правила друштва морају подстицати сношљивост и уљудност у јавним расправама. У таквом друштву губитници прихваћају одлуку гласача на изборима и мирно преносе власт. Губитници су сигурни да неће изгубити живот ни слободу, него да ће и даље суделовати у јавном животу. Опозиција не мора одобравати политику владе, али мора поштивати темељну легитимност државе и самог демократског процеса.
Неки тврде да је демократија постала веома распрострањен и прилично неодређен политички идеал, јер се често користи као општи израз за било који аспект политичког система, или друштва, који се жели приказати као добар. Пример овакве дифузије појма демократије јесте да скоро све државе, изузев њих једанаест – Мјанмар, Свазиленд, Ватикан и неке арапске земље – тврде за себе да су демократије, иако се у многим случајевима независне процене са тиме не слажу.

## Пропорционални и већински систем
Неки изборни системи, као што су разни облици пропорционалних систем, настоје да осигурају да све политичке групе (као и мањинске групе које гласају за мале странке) буду поштено заступљене у законодавним телима државе, у складу с уделом укупних гласова, а не уделом изборних јединица где могу добити регионалну већину (већински систем избора).
Питање односа између пропорционалног и већинског система није само теоретско, с обзиром да су оба облика изборног система раширена у свету, а сваки ствара врло различиту врсту власти. Једно од главних неслагања је питање да ли ће власт имати особе које директно заступају дато подручје у држави, или ће се гласови бројити заједно, без обзира на географску дистрибуцију. Неке земље, као што су Немачка и Нови Зеланд, настоје да имају већински и пропорционални систем, како би искористиле предности оба.

## Тиранија већине
Без обзира да ли у некој држави грађани имају доста широко право гласа, владавина већине може довести и до тираније већине. Ово значи да постоји могућност да, у демократском систему, већина грађана да ауторитет заступницима, који би заступали мишљење те већине грађана, и можда радили против мањине. Ово, наравно, поткопава мишљење да демократија представља све људе. На пример, теоријски је могуће да у либералној демократији већина грађана изабере заступнике који би одлучили да неку мањину (религијску, етничку и друге) криминализују (директно или индиректно).
Поборници демократије, на неколико начина, покушавају да ову тврдњу оповргну. Они тврде да у многим демократским земљама постоји устав који штити грађане од тираније већине. Устав (небитно да ли је писани или не) може препознати да ли је нека мера, која је проведена кроз законодавство и извршну власт, уставна или противуставна, и ако је противуставна она прво мора проћи кроз независно судство да би била прихваћена (док судство, као независно, може видети да је та мера неуставна и поништити је). Још један аргумент је да и поред ризика, већинска власт је најпожељнији систем, и да је тиранија већине, ако постоји, ипак побољшање од тираније мањине. У пракси, историја је пуна примера где је владајућа мањина тлачила већину (која није имала право гласа), али такође, и примера где је друштво тлачило мањину (која је имала право гласа). Један од закључака који можемо видети из историје је да право гласа не мора значити одбрану од угњетавања или тлачења, али да је ипак боље имати право гласа него га немати никако.
Овде су неки примери гдје је већина радила против жеља мањине у вези појединих питања:
- У Француској, неки сматрају да је забрана ношења религијских симбола, у јавним школама, повреда људских права.
- У САД:
  - Дистрибуција порнографије постаје илегална ако материја крши друштвене стандарде о достојанству.
  - Групе које се боре против побачаја су окарактерисале нерођену децу као угњетавану, немоћну мањину без права гласа.
- Већина често ставља веће порезе богатој мањини
- Конзументи дрога се често виде као мањина која је тлачена од већине. Често поборници легализације дроге немају право гласа.
- Друштвено третирање хомосексуалаца је такође у овом контексту. Током већег дела 19. и 20. века власти у Британији су прогониле хомосексуалце, и ово је постало познато када су прогоњени Оскар Вајлд и Алан Тјуринг.
- У Северној Ирској католици се представљају као мањина која је терорисана од протестантске већине.
- Познати филозоф Сократ, је осуђен на смрт зато што је био безбожан и што се противио владајућој демократији.

Неки теоретичари се противе коришћењу појма тиранија већине за друштва 19. века и раније. Они тврде да је мало земаља у то време, укључујући демократије, имало у својој основи право гласа за све. Међутим, други дебатују да је термин погодан, јер описује стање које се може догодити у друштву са правом гласа, чак и ако то друштво не чини читаву популацију државе.

## За и против
Традиционално, сврха демократије је да заустави превелико гомилање моћи у рукама једног појединца или неколико њих. Она треба да створи равнотежу која би дала довољно моћи за оно што Александар Хамилтон назива снажном и енергичном владом и да избјегне давање превише моћи тако да се она злоупотријеби. Неки, као Винстон Черчил, сматрају демократију најмање лошим од свих облика владавине (демократија је најгори облик владавине осим свих осталих који су били испробани са времена на време В. Черчил).
Стварајући систем где грађани могу смењивати владајућу групу, без промене легалног темеља владавине, демократија смањује политичку несигурност и нестабилност, и уверава грађане да колико се год они не слагали са постојећим мерама, имаће шансу да промене оне на власти, или мере са којима се не слажу. Демократија је, такође, везана за идеју уставне владавине, стављајући границу коју владајућа већина у влади не може прећи.
Ипак, неки верују да не постоји систем који може идеално да управља друштвом и да демократија није морално идеална. Заступници ове тврдње говоре да је у срцу демократије веровање да, ако се већина слаже, да је легитимно повредити мањину. Они који се не слажу са овом тврдњом верују да у либералним демократијама где су мањинске групе заштићене, мањине и већине се, у ствари, стварају готово са сваким различитим питањем.
Моћ већинског гласа је још увек највећи проблем. Историјски пример је Хитлер у ери која је претходила нацистичкој Немачкој, који је био изабран 1933. од стране мањине немачког народа са највећим бројем гласова. Из тог разлога, неке државе су створиле уставе - законе који бране нека питања од већинског одлучивања (у немачком уставу је донесена ставка која говори да се демократски систем у тој држави не може више мењати). Генерално, да би се устав променио потребна је јако велика већина изабраних заступника, или захтева да судија и порота одлуче да су процедурални стандарди испуњени од стране државе, или јако ретко, референдум одређује промену.
Поред заштита које гарантује устав за људска права, неки изборни системи уводе пропорционално заступништво да би сви били фер заступљени.

## Демократија и цивилно друштво
Литература која говори више о везама цивилног друштва и демократије има своје корене у раним либералним писањима попут оних од Токвила. Иначе је говор о цивилном друштву узео јачег маха код теоретичара 20. века као што су Габриел Алмонд и Сидни Верба који су препознали улогу цивилног друштва у демократском поретку као једну од виталних функција.
Ови теоретичари тврде да сви облици организација цивилног друштва унапређују упућеност и бољу информираност код грађанства, тј. цивила, који потом предузимају корисније кораке у процесу изборних гласања, партиципирају у политици и усмеравању деловање владе на виши степен одговорности. Статути ових цивилних организација се често могу узимати у микро-конституцијском смислу због тога што упућују грађанима-партиципантима инструкције о формалностима демократског доношења одлука.
У новије време је Роберт Путнам изјавио како су чак и неполитичке организације цивилног друштва од виталног значаја за демократију јер чине друштвени капитал, поверење и заједничке вредности, које кад се пренесу у политичку сферу доприносе одржавању заједништва у друштву, унапређујући тако разумевање и међуповезаност друштва и интереса који у њему обитавају.
Такође код неких постоје и дилеме кроз постављање питања колико је цивилно друштво у ствари демократско. Постоје и примедбе да актери у цивилном друштву сада долазе до значајне политичке моћи без тога да је неко за њих директно гласао или их бирао. На крају, неки аналитичари су дошли до закључака да пошто је концепт цивилног друштва у блиској вези с демократијом и појављивањем на политичкој сцени тако се могу врло лако повезати с идејама националности и национализма.

## Историјски извори демократије
Демократија се први пут појавила у старој Грчкој у 4. веку п. н. е. у Атини.Прва савремена демократија је била САД успостављена 1789. године на основи филозофије доба разума.

#### Платон о демократији
Платону је било му је двадесет и осам година, кад је његов учитељ Сократ пошто је бранио права и нужну слободу мишљења након револуције и победе демократије коју је водила гомила, осуђен на смрт испијањем отрова кукуте. Ово искуство испунило га је таквим презирањем демократије, и таквом мржњом на гомилу да је у њему сазрело решење да се демократија мора уништити и заменити владавином најмудријих и најбољих. И наћи метод којим би се могли открити најмудрији и најбољи, и којим би се они могли покренути и поставити да владају — био је главни задатак његова живота.
Сваки облик владавине руши сам себе кад преврши меру у чувању основног принципа. Аристократија пропада кад сузи круг властодржаца, а олигархија кад се преда неопрезној похлепи да се одмах обогати. Обе изазивају револуцију. Кад револуција престане, може се учинити да је она дошла из ситних узрока и незнатних ћудљивости; али, мада њу могу изазвати неважни поводи, опет је она изненадна последица тешких и постепено нагомиланих рђавих стања. Кад тело ослаби зато што су занемариване ситне повреде, онда већ и једноставна рана може довести до тешке болести. „Онда долази демократија. Сиротиња савладава своје противнике, неколицину осуђује на смрт, друге осуђује на изгнанство, и народу даје једнако учешће у грађанском праву и у државној управи…“.
Демократија руши себе тиме што претерује — у демократији. Њен основни принцип јесте једнако право свих да врше службе и да узимају учешћа у доношењу државних решења. На први поглед, то је одлично стање, али оно постаје катастрофално тиме што народ нема довољног образовања да изабере најбоље вође и најмудрији правац. „Што се тиче народа, он ништа не види, него само понавља оно што му вођи кажу“ (Протагора, 317). Да једна идеја успе или да пропадне, довољно је да се она похвали или смешном учини у каквом комаду из народног живота (овај ударац уперен је против Аристофана, чије комедије нападају сваку нову идеју). За државни брод владавина гомиле јесте бурно море, где сваки талас говора наваљује на њега воду и спречава пловидбу. Крај такве демократије јесте тиранија или аутократија; гомила толико воли ласкање, и „толико је жедна меда“ да напослетку најлукавији и најнесавеснији ласкавац, који себе зове „заштитником народа“, узима највишу власт у своје руке.
Што је више Платон о томе размишљао, све се више чудио оној лудости која избор државних чиновника оставља вољи и лаковерности гомиле — да уопште не говори о томе да се тај избор препушта оним мрачним и на новац халапљивим војводама који иза демократске позорнице кују олигархијске интриге. Платон се жали на то што смо ми у простијим приликама, на пример кад наручујемо чизме, вазда уверени да нас може задовољити само стручњак, а у политици, без даљег размишљања, узимамо да свако ко уме да лови гласове уме и да управља градом или државом. Кад смо болесни, поручујемо школованог лекара, чија нам титула јамчи за његову нарочиту спрему и разумевање ствари, а не тражимо онога који је веома леп и речит. Према томе, ако је цела држава болесна, зашто да не тражимо службу и вођство најмудријих и најбољих. Наћи методу која би од јавних положаја отклањала неспособне и лупеже, а спремала и бирала најбоље — то је задатак политичке филозофије или филозофије државе.
Демократија значи сасвим једнаке могућности, нарочито у образовању. Свакоме ће стојати отворена могућност да се васпита за сложене задатке управљања; али, само они који су доказали своју способност, који су са свих испита понели победна знамења уметности, треба да се бирају за вође. Државни чиновници не треба да се бирају одгласавањем, нити треба да их бирају потајне групе, које за демократију везују своје нечасне рачуне и интриге, него само њихова обдареност, коју су они доказали у демократској средини у којој сви градови првобитно имају једнака права. И нико не сме да се прима какве службе без нарочитог претходног образовања, или да улази у какву високу службу пре него је с успехом вршио коју нижу службу.
Потребно је изрично нагласити да је платонска аристократија друкчије врсте; она би се најпре могла означити као демократска аристократија. Јер, народ неће бити приморан да између два кандидата, које су пронашле и изнеле клике, бира онога који је мање лош, него ће се сам кандидовати у сваком од својих чланова и добити једнаку могућност избора за васпитање оних који треба да врше државне службе. Ту нема никаквих класних разлика, никаквих положаја или привилегија које се наслеђују, никаквих сметња за таленте који су се родили без средстава; син владаочев почиње као сви други, и с њиме се поступа као са свима другима, и он има исте могућности пред собом као син онога који чисти обућу. Ако је син владаочев глупак, он се при првом пресијавању одређује међу оне који нису способни за даљи развитак; а ако ли је син онога који чисти обућу обдарен човек, њему је пут отворен да постане чувар државе. Таленту је развитак омогућен ма где се он родио. То је демократија школа — стопут делатнија и часнија неголи демократија одгласавања.

#### Аристотел о демократији
Уочљиво је да Аристотелу недостаје оно реформаторско настојање које је имао Платон, она срдита љубав према човечанству, која је овог великог идеалисту подстакла да осуди своје ближње. Опажа се да њему недостаје смела оригиналност његова учитеља, узвишена имагинација и способност за благородну обману самога себе. Па, ипак, после лектире Платонових списа, ништа не може да дејствује лековитије неголи скептичка мирноћа Аристотелова.
Најбољи облик владавине био би теоријски сједињење целе политичке моћи у рукама најбољега човека. Хомер има право: „Рђава је власт многих; дајте нека само један влада и води.“ Таквом човеку закони би били пре средства неголи ограничење; „за људе овакве врсте нема никаквог закона, јер они су сами закон. Шта више, ко би хтео да донесе закон за њих, учинио би се смешан …“.
Демократија је редовно резултат револуције против плутократије. Користољубље владајуће класе води до сталног смањивања те класе (по Марксу „елиминација средње класе“) и до јачања гомиле која на крају устаје против својих господара и заснива демократију. Ова владавина оних који су без средстава има неке предности. Јер свако узет појединачно имаће, можда, лошији суд неголи стручњаци, али сви заједно имаће бољи или не лошији. Гомила о многим другим стварима има бољи суд неголи појединац. Затим, велика гомила мање је изложена кварењу. Као ни велика количина воде, тако ни гомила не може да се лако поквари као појединац. Обузме ли појединца гнев или каква друга слична страст, његово расуђивање може се помути, али би се тешко могло догодити да страст обузме све и да би сви погреше.
Уопште узевши, демократија је инфериорнија неголи аристократија, јер се она оснива на лажној претпоставци једнакости; она настаје из схватања да ће они који су у неком погледу једнаки (на пример, пред законом) бити једнаки у свима стварима; како су људи једнако слободни, они траже право на потпуну једнакост. Резултат је да се обдареност жртвује броју гласова, а бројем гласова управљају смицалице. Како се народ лако може завести и како је он у својим схватањима несталан, то би требало да се право гласања ограничи на интелигенцију. Прави пут је комбинација аристократије и демократије.
Ово срећно сједињење може да се нађе у облику конституционалне владавине. То није најбољи облик владавине који се може замислити, — то би била аристократија васпитања, — али то је најбољи могућни облик државе. „Али, који је устав најбољи, и који је живот за већину држава и за већину људи најбољи? Ту се не може погодити решење ако се постави мерило једне врлине која је страна простом човеку, или ако се прихвати Васпитање за које се изискују нарочито срећне природне способности и богата средства, или ако се претпостави и устав који је идеал наших жеља, — него тако ако се има у виду живот који већина људи може да живи, и устав који може да се одржи у највећем броју држава.“ Расправљањима о држави мора претходити један принцип, наиме да онај део државе који владавину жели да одржи мора бити јачи неголи други део који то не жели; а јачина се не састоји ни у броју ни у самом поседу, ни у војничким и политичким способностима, него у комбинацији тога тако да треба узети у обзир „слободу, имање, културу и отмено порекло, као и чисту нумеричку супериорност“. А где може да се нађе економска већина која би потпомогла нацртану уставну владавину? Најпре у средњој класи, и тако бисмо опет пред собом имали златну средину, као што баш уставна владавина представља средину између демократије и аристократије.
Држава биће довољно демократска чим свакоме допусти успињање у државне службе; она ће бити довољно аристократска ако саме службе отвара само таквим кандидатима који су се истински успели и потпуно су образовани. С које год се стране човек приближи вечном политичком питању, једнако долази до истога закључка: заједница мора сама себи постављати циљеве, а потребна средства морају одабирати и примењивати стручњаци. Избор мора бити демократски проглашен, али државна служба мора се строго резервисати за одлично спремљене и одабране обдаренике.

#### Фридрих Ниче о демократији
Победа хришћанства била је почетак демократије; „први хришћанин … из најдубљега инстинкта бунио се на све што је привилеговано, — он живи, он се свагда бори за једнака права!“. Највећи међу вама треба да постане ваш слуга - то је обртање све политичке мудрости, свакога здравога људскога разума; у ствари, кад човек чита Јеванђеља, као да је у атмосфери каквог руског романа; она су нека врста плагијата из Достојевскога. Само су у нижим редовима такви појмови могли да ухвате корена, и само у једном времену у којем су владари били дегенерисани и престали да владају. „Кад су Нерон и Каракала седели на престолу, настао је парадокс да је најнижи човек вреднији но онај горе!“